# London Borough of Richmond upon Thames

Panorama von Richmond

London Borough of Richmond upon Thames [ˈɹɪtʃmənd əˌpɒn ˈtɛmz] ist ein Stadtbezirk im Südwesten von London. Er ist der einzige, der auf beiden Seiten der Themse liegt. Bei der Gründung der Verwaltungsregion Greater London im Jahr 1965 entstand er aus dem Municipal Borough of Twickenham in der Grafschaft Middlesex sowie dem Municipal Borough of Richmond und dem Municipal Borough of Barnes in der Grafschaft Surrey.

## Beschreibung
Der Stadtbezirk ist nicht völlig urbanisiert. Es gibt mehrere Freiflächen, insbesondere Richmond Park und die Royal Botanic Gardens. Hauptsiedlungen sind Twickenham, St Margarets und Whitton im Westen, Hampton und Teddington im Süden und das Ballungsgebiet Richmond-Kew-Mortlake-Barnes im Osten. Das dörfliche Ambiente und mehrere Zug- und U-Bahnverbindungen nach London machen diese zu bevorzugten Pendlerstädten.
Richmond, das Zentrum dieses Bezirks, hieß ursprünglich Sheane oder Sheen. Nachdem Heinrich VII. den abgebrannten Sheen Palace im Jahr 1502 hatte neu aufbauen lassen, wurden Stadt und Palast nach seinem geliebten Schloss in Richmond (North Yorkshire) umbenannt. Lediglich das Pförtnerhaus und einige Nebengebäude des Richmond Palace bestehen noch. Der alte Name ist heute noch zu finden: Die Gegend östlich von Richmond heißt heute noch East Sheen, ein Bahnhof im Osten Richmonds heißt North Sheen.
Im Bezirk befinden sich die Deutsche Schule London und die Schwedische Schule London, was zur Folge hat, dass der Großteil der in London lebenden Deutschen und Schweden in den umliegenden Gebieten wohnen. Richmond zählt zu den wohlhabendsten Stadtbezirken Londons. Fontainebleau (seit 1977), Richmond (seit 1980) und Konstanz (seit 1983) sind Partnerstädte.
Die bekanntesten Sehenswürdigkeiten sind der Hampton Court Palace, Ham House, Strawberry Hill, der Richmond Park und die Royal Botanic Gardens (Kew Gardens). In Kew befindet sich auch das Public Record Office, das britische Staatsarchiv.
Der Stadtteil Twickenham ist das Zentrum des englischen Rugby Union: Im Twickenham Stadium, das gleichzeitig Sitz der Rugby Football Union ist, spielt jeweils die englische Nationalmannschaft. Nur wenige hundert Meter davon entfernt steht The Stoop, das Stadion des Harlequin F.C. und von Harlequin Rugby League.

## Stadtteile
- Barnes
- Castelnau
- East Sheen
- Ham
- Hampton *
- Kew
- Mortlake *
- North Sheen
- Petersham
- Richmond
- St. Margarets
- Strawberry Hill
- Teddington
- Twickenham
- Whitton *

* - Zu entsprechenden Stadtteilen gibt es noch keine eigenen Artikel, nur Weiterleitungen hierher.

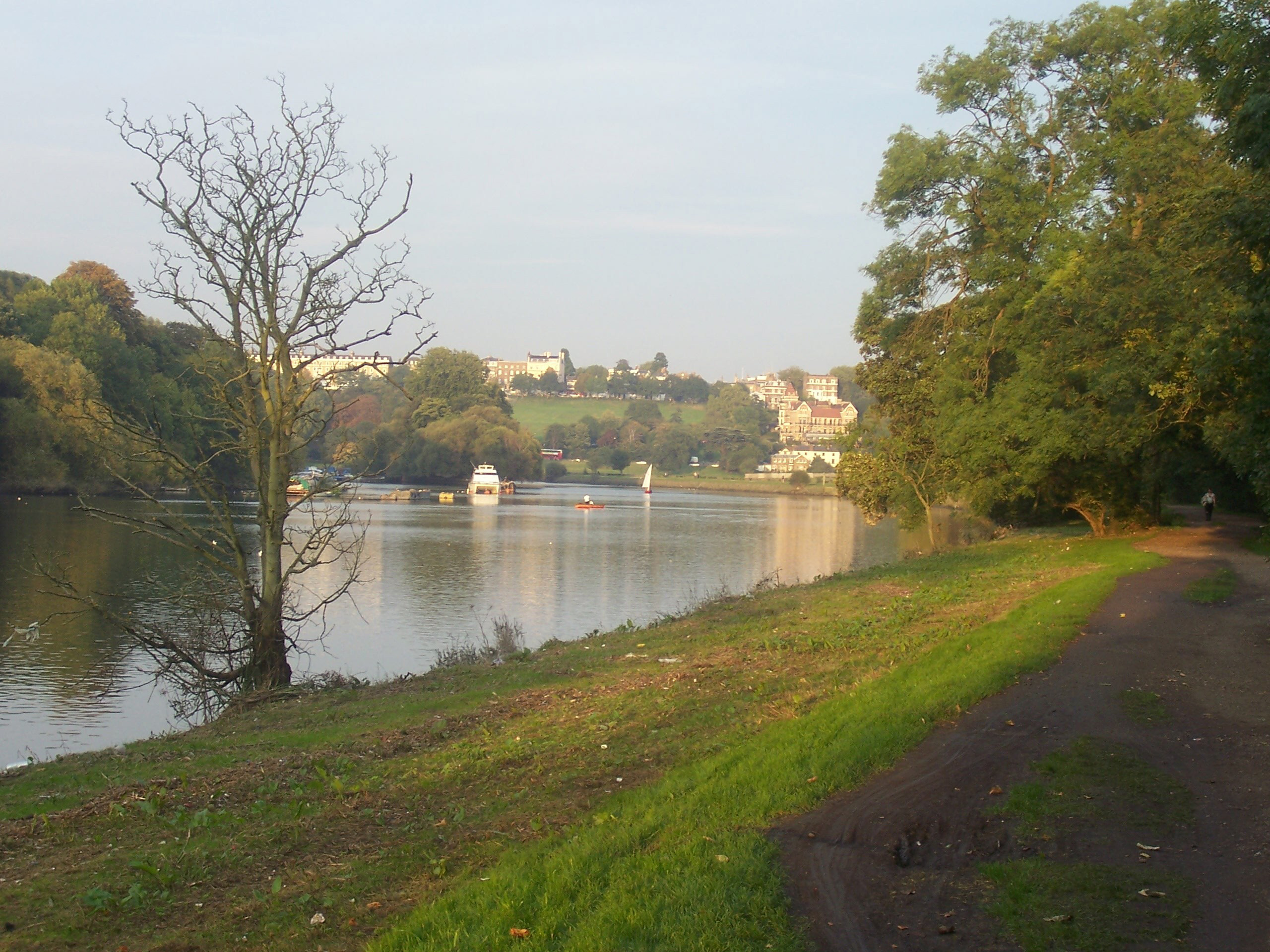
Richmond in London
Richmond in London
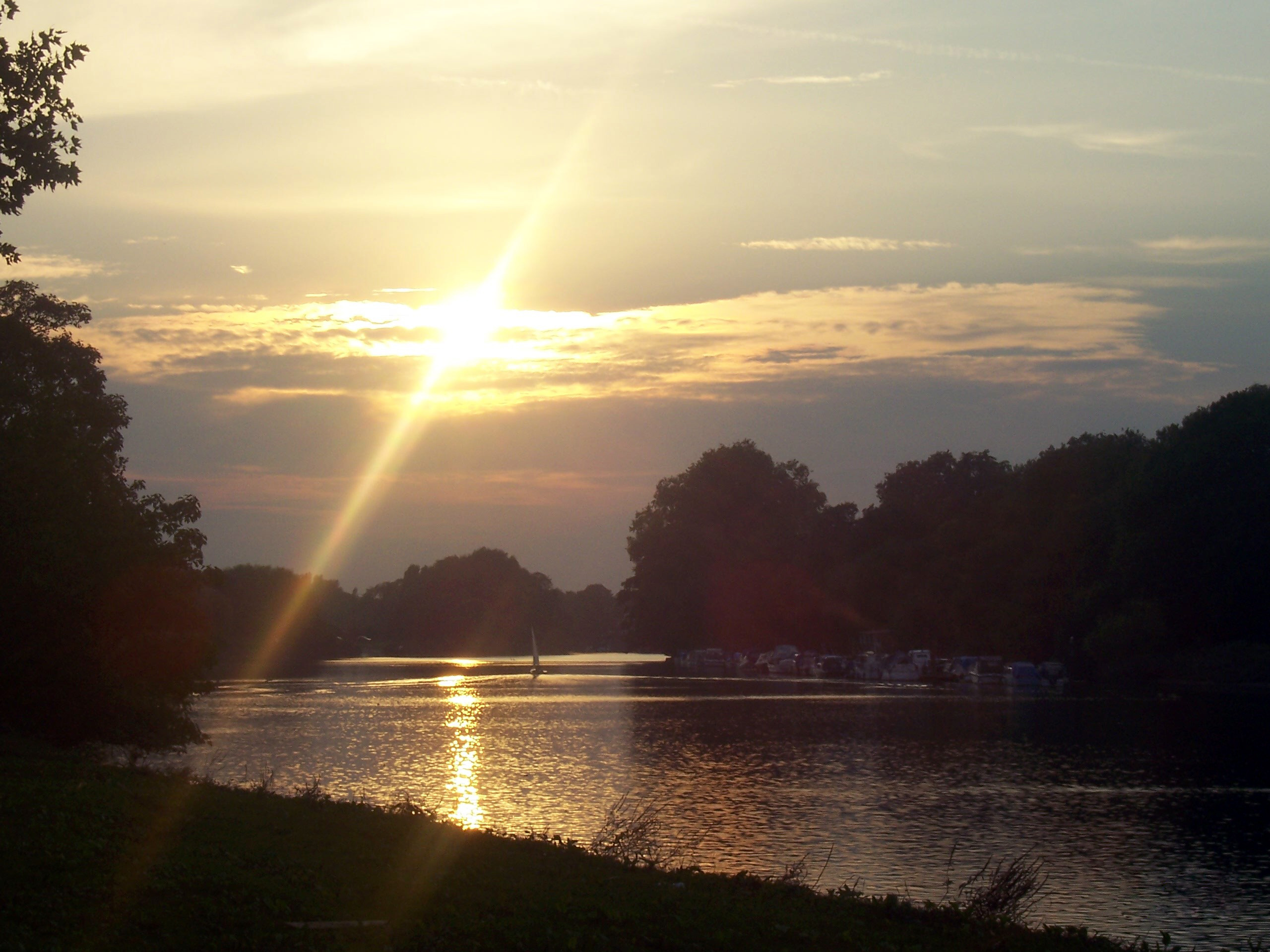
Sonnenuntergang in Richmond (London)
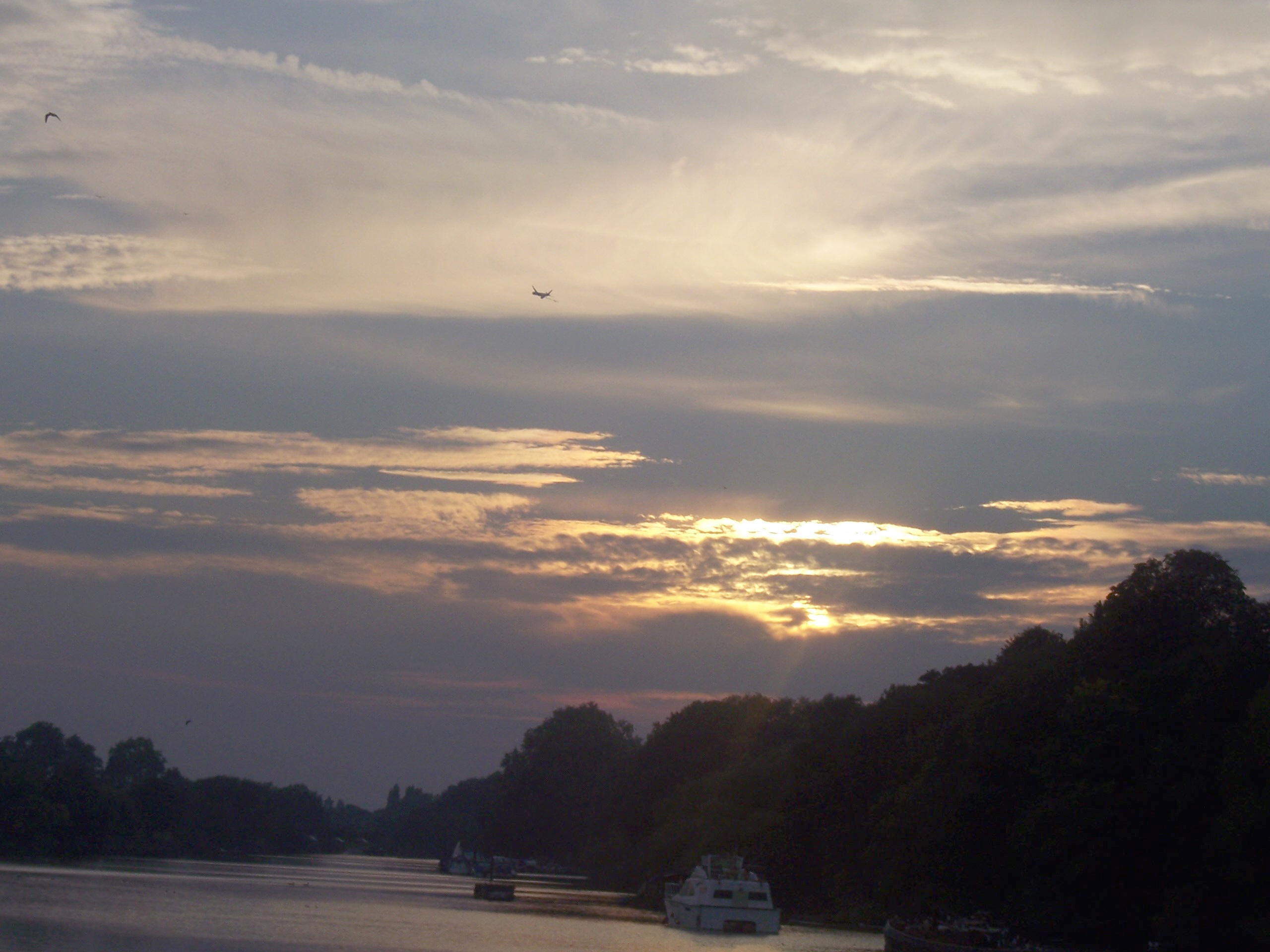
Sonnenuntergang in Richmond (London)
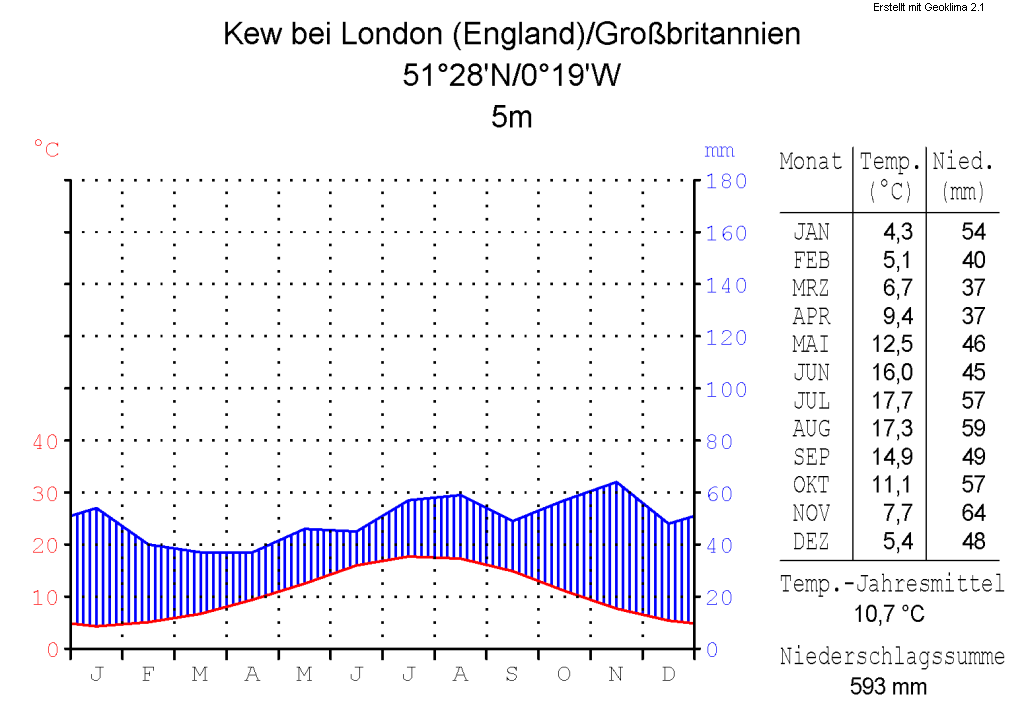
Klimadiagramm von Kew

## Bevölkerung
Die Bevölkerung setzte sich 2008 zusammen aus 87,9 % Weißen, 5,1 % Asiaten, 1,9 % Schwarzen und 0,9 % Chinesen.

## Persönlichkeiten
- David Samuel Harvard Abulafia (* 1949), Historiker
- Jez Alborough (* 1959), Kinderbuchautor und -illustrator
- Chemmy Alcott (* 1982), Skirennläuferin
- Alfred Beamish (1879–1944), Tennisspieler
- Richard Owen Cambridge (1717–1802), Dichter, Gutsbesitzer und Historiker
- William Cathcart, 1. Earl Cathcart (1755–1843), General
- Arthur Cayley (1821–1895), Mathematiker
- Noël Coward (1899–1973), Schauspieler
- Gaston Delalande (1874–1960), Autorennfahrer
- Richard Doll (1912–2005), Forscher
- Eduard VI. (1537–1553), englischer König
- Claire Forlani (* 1971), Schauspielerin
- Bernard Freyberg, 1. Baron Freyberg (1889–1963), Generalleutnant im britischen Heer sowie Generalgouverneur von Neuseeland
- William A. C. Goode (1907–1986), Kolonialbeamter
- Keaton Henson (* 1988), Musiker
- Imogen Holst (1907–1984), Musikschriftstellerin
- Keira Knightley (* 1985), Schauspielerin
- Brian May (* 1947), Gitarrist (Queen)
- Peter Mayhew (1944–2019), britisch-US-amerikanischer Schauspieler
- Hélène Louise Françoise Henriette d’Orléans (1871–1951), Herzogin von Aosta
- Amélie d’Orléans (1865–1951), Königin von Portugal
- Robert Pattinson (* 1986), Schauspieler
- Alexander Pope (1688–1744), Dichter, Übersetzer und Schriftsteller
- Keith Relf (1943–1976), Musiker
- Pete Townshend (* 1945), Musiker (The Who)
- John Turner (1929–2020), Politiker, Finanz- und Justizminister und Premierminister Kanadas

## Städtepartnerschaften
- Fontainebleau (Frankreich) – ist auch Partnerstadt von Konstanz
- Konstanz (Deutschland)
- Richmond (Virginia) (Vereinigte Staaten)